# 桃坑峒
桃坑峒（英語：To Hang Tung）是香港一座山峰，位於新界大欖郊野公園，鄰近屯門掃管笏。主峰高度344米。

## 鄰近的山峰
- 青山
- 九徑山

## 參照
1. ↑  . www.oasistrek.com.   [2020-06-25]. （原始内容存档于2018-08-09） （中文（繁體））.
2. ↑  . OpenStreetMap.   [2020-06-25] （英语）.